# Sakura Kinomoto
Sakura Kinomoto (木之本 桜, Kinomoto Sakura) é a principal protagonista e personagem-título da série de mangá Cardcaptor Sakura de Clamp. Na adaptação para anime em inglês de Nelvana da série, é conhecida como Sakura Avalon, embora seu sobrenome tenha sido alterado na dublagem do segundo filme por Bang Zoom! Entertainment. Uma estudante na cidade de Tomoeda, no Japão, Sakura Kinomoto tinha originalmente nove anos quando começou sua jornada como Cardcaptor, uma aluna involuntária do falecido mago místico Clow. Quebrando o selo de seu livro de feitiços, ela libertou vários espíritos poderosos de sua prisão na forma de cartas de tarô, que então saíram para causar caos e destruição em sua cidade natal. Trabalhando ao lado dos dois familiares do livro, Cerberus e Yue, Sakura decidiu capturar cada uma das cartas e restaurar seus selos, ganhando suas habilidades para seu próprio uso no processo. Demorou quatro anos, mas Sakura conseguiu capturar e selar cada uma das Cartas Clow, bem como transformá-las em sua própria criação, Cartas Sakura, aumentando ainda mais suas habilidades com elas.
Para todas as produções em japonês do anime (incluindo filmes, CDs de áudio e videogames), Sakura é dublada por Sakura Tange. Para a produção de dublagem em inglês do Nelvana, ela é dublada por Carly McKillip através de Cardcaptors e o primeiro filme. Na produção de dublagem em inglês do Animax, que é muito mais próxima do original japonês do que da versão Nelvana (em termos de cenas cortadas), ela é dublada por Andrea Kwan. Ela é dublada no segundo filme por Kari Wahlgren. Para a dublagem em inglês da série Clear Card, ela é dublada por Monica Rial, que também faz a voz de sua contraparte em Tsubasa Reservoir Chronicle.

## Criação

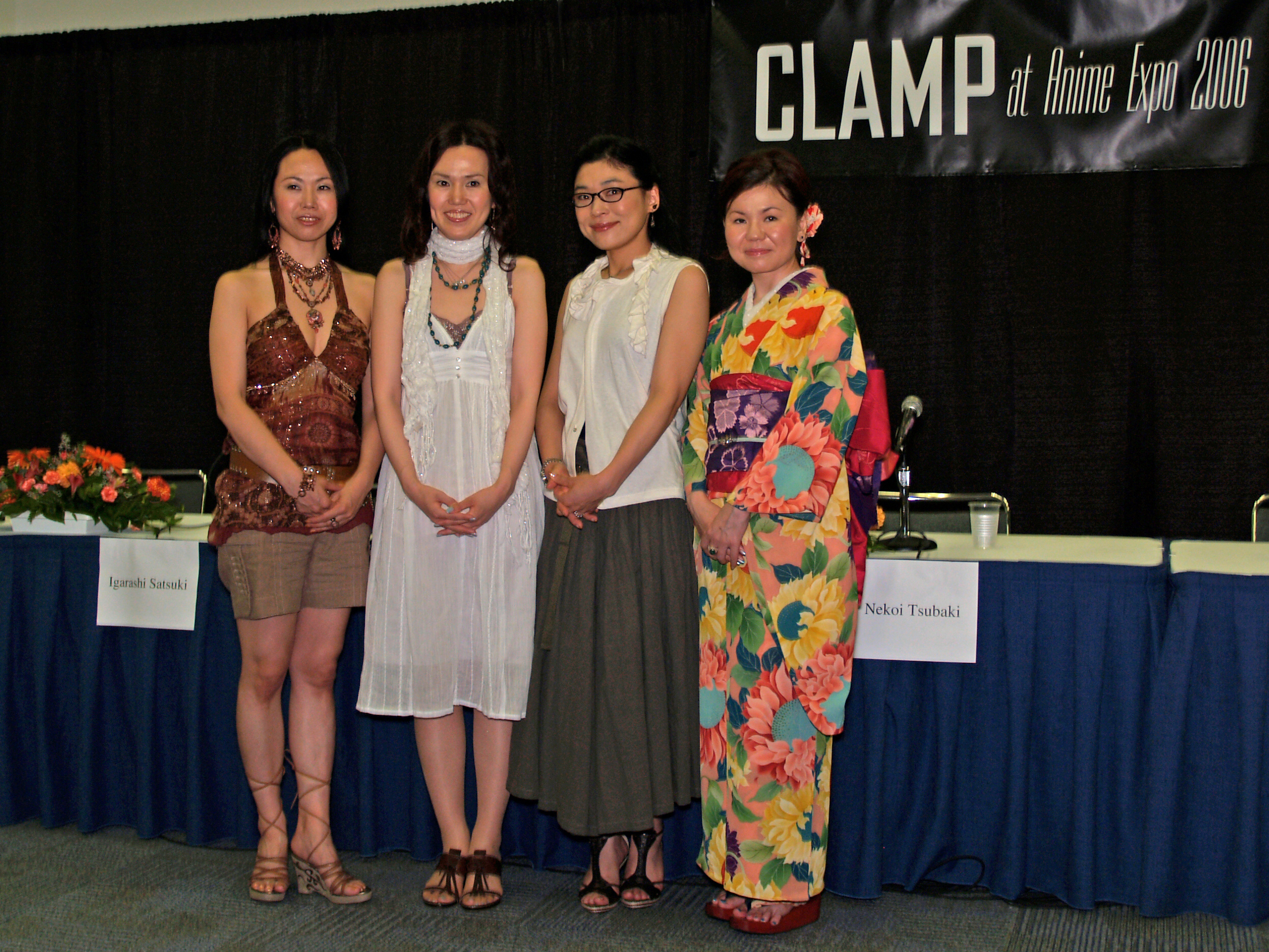
As quatro artistas Clamp (da esquerda para a direita): Satsuki Igarashi, Nanase Ohkawa, Mick Nekoi e Mokona Apapa criaram Sakura

O primeiro impulso da escritora Clamp, Nanase Ohkawa, foi criar uma série de garotas mágicas, apesar de não ser muito versada no gênero. Ohkawa queria que a heroína Sakura estivesse na mesma faixa etária da maioria dos leitores para que os fãs pudessem se relacionar com ela. Enquanto Ohkawa planejou Cardcaptor Sakura do começo ao fim, ela nunca consultou o enredo com os outros membros, em vez disso, deu-lhes o roteiro um capítulo de cada vez. Mokona inicialmente desenhou Tomoyo para que parecesse que ela estava apaixonada por Toya, o que a surpreendeu ao receber o roteiro do capítulo que revela que Tomoyo ama Sakura. A história foi planejada para ter o tema "se você der o seu melhor, vai dar certo", mas Ohkawa não começou com a mentalidade de "com certeza vai ficar tudo bem" de Sakura. Ohkawa queria escrever uma história com a qual "as minorias se sentiriam confortáveis", referindo-se ao mesmo sexo, incesto, pedofilia e outros relacionamentos tabus apresentados no mangá. O tema principal da série é expresso por meio de Sakura, uma personagem principal projetada para ter a mente aberta sobre diferentes estruturas familiares e tipos de amor. Ohkawa abordou os relacionamentos apresentados na série usando Tomoyo e Sakura como exemplo. Ela explicou que a razão pela qual Tomoyo e Sakura não terminaram juntas não foi porque Tomoyo é uma menina, mas sim porque Sakura não amava Tomoyo de uma forma romântica.
O design do personagem de Sakura para o mangá foi originalmente desenvolvido por Mokona. Ela foi projetada para capturar a imagem da sobrinha de dois anos de Mokona, Kawaji. A expressão facial do personagem original mudou consideravelmente até o início do mangá. Seus muitos trajes mágicos foram apresentados porque CLAMP sentiu que era "triste" para uma garota usar o mesmo traje mágico o tempo todo, influenciado pela série de mangá Sailor Moon. Entre o mangá e a adaptação do anime, cerca de 300 figurinos foram feitos, a maioria deles criados especificamente para Sakura. Como o tema principal da série é "amor", Clamp se concentrou nos múltiplos relacionamentos que Sakura tem. Tanto Syaoran Li quanto Tomoyo Daidoji foram considerados personagens populares por muitas vezes confortarem o personagem principal com base em como os leitores se relacionavam com seus sentimentos por Sakura.
Escolher uma atriz japonesa para dublar Sakura foi difícil. Nem Ohkawa nem o diretor de anime Morio Asaka ficaram satisfeitos com nenhuma das dubladoras que fizeram o teste para o papel. No final, Sakura Tange (que anteriormente dublava Sakura Mitsukoshi, que também tinha olhos verdes como Sakura Kinomoto, em 1997, no jogo de quebra-cabeça Neo Geo da Face/SNK, Money Puzzle Exchanger) foi selecionada para o papel com o diretor de som Masafumi Mima acreditando que ela encaixar na personagem graças à sua voz calma e forte.
Existem cartas mágicas fictícias usadas na série de mangá e anime Cardcaptor Sakura. Eles servem como itens mágicos para o protagonista usar de várias maneiras. O baralho consiste em dezenove cartas no mangá e cinquenta e três no anime. A popularidade e o sucesso de Cardcaptor Sakura levaram à criação de vários brinquedos das Cartas Clow, incluindo um conjunto de cartas de brinquedo lançado pela revista Nakayoshi para comemorar seu sexagésimo aniversário.
Na adaptação para o inglês de Nelvana intitulada "Cardcaptors", Sakura originalmente se chamaria Nikki, mas depois decidiram manter seu primeiro nome original por causa da recepção da adaptação de Cardcaptors, além da dificuldade e despesa de editar inúmeras aparições de seu nome em rōmaji na série de anime. No entanto, seu nome de família foi alterado para "Avalon".

## Caracterização
Sakura é retratada como uma jovem com poderes mágicos que herdou de Clow Reed. Seu primeiro poder é a oniromancia e a capacidade de precognição de ver o futuro através de seus sonhos, o que serve como proteção ideal para o protagonista. Em alguns de seus sonhos, Sakura vê o homem que ama, Yukito Tsukishiro, e frequentemente interage com ele, já que seu irmão, Toya, é colega de classe dele. Apesar de não conhecer sua falecida mãe por ser muito jovem quando ela morreu, Sakura ainda cuida dela com base no que seu pai, Fujitaka, costumava dizer a ela. Sakura não sabe que Toya também possui poderes mágicos, mas ela mantém isso em segredo, embora Toya seja claramente capaz de dizer quando sua irmã está fazendo mágica. Sakura passa por um arco de personagem quando Toya é ferido pelo espírito da carta mágica Mirror. Como resultado, Sakura passa de uma caracterização passiva para uma mais ativa em relação à sua jornada para encontrar todas as Cartas Clow.

### Relacionamentos
Em contraste com o distante Syaoran Li, que mantém distância de pessoas relacionadas à magia, Sakura se apega a seu professor de matemática Kaho Mizuki. Este tipo de atração não é especificado como sendo a causa da magia ou apenas como Sakura vê Mizuki. Embora Sakura se preocupe com sua jornada, ele não percebe o desastre que as cartas Clow podem causar. Por meio de suas conversas com Kerberos, Sakura fica com medo de que tal desastre seja sua perda de memórias. Sakura também não sabe que Syaoran desenvolve sentimentos por ela, mas eles se tornam próximos quando ele a ajuda sempre que ela fica preocupada em como resolver seus problemas. A própria Sakura também desenvolve sentimentos românticos por Sakura, mas sua ingenuidade a faz não entender seus próprios sentimentos. No entanto, a evolução da magia de Sakura e o aprimoramento de seu cajado resolvem como um simbolismo do crescimento de Sakura. Outro grande impacto em sua jornada é como Sakura ganha aliados, principalmente Yue, a verdadeira forma do servo de Clow que desenvolveu uma forma humana, Yukito. Embora Yue seja devotado a Clow Reed, o bom coração de Sakura faz com que ele a escolha como segunda mestra.
Nos últimos capítulos da série, Sakura confessa seus sentimentos por Yukito. Como Yukito sempre esteve atento aos sentimentos da jovem, ele tenta ajudá-la, mas isso a deixa deprimida. No entanto, Syaoran conforta Sakura em relação aos seus sentimentos que ela não entende. Eriol, a reencarnação de Clow Reed, testa Sakura tanto em termos de magia quanto de emoções. Durante o clímax, Eriols realiza seu teste atacando Syaoran o que causa em Sakura uma sensação de agressividade nunca antes vista. Isso ajuda Sakura a perceber que Syaoran é importante em sua vida, em vez de seu relacionamento incorreto inicial, que chega à conclusão da garota de que Syaoran é a pessoa que ela mais ama.
O relacionamento de Sakura com Syaoran se destaca muito entre outros interesses amorosos nas obras de Clamp porque o mangá é voltado para um grupo demográfico mais jovem em contraste com histórias mais sombrias. O escritor Kiyoshi Saiga comenta que o foco em vários tipos de relacionamento é o estilo de escrita característico de Clamp e Cardcaptor Sakura se concentra fortemente nessas ideias, em vez da busca por cartas mágicas. A manipulação do amor incondicional é retratada desde cedo por Tomoyo que é apaixonada por Sakura, mas, como ela pode dizer que Sakura não compartilha desses sentimentos, seu sonho é que Sakura conheça a pessoa que ela vive e assim ela possa alcançar a felicidade. Saiga comenta ainda que Sakura é uma substituta do público, pois ao longo da narrativa, tanto o leitor quanto Sakura amadurecem e exploram o conceito de qual é o amor que procuram. Ainda assim, Sakura também se destaca entre as garotas mágicas, pois, ao invés de mudar como outros super-heróis, os sentimentos otimistas de Sakura permanecem os mesmos no mangá.
Em uma entrevista em outubro de 2000, Nanase Ohkawa chamou Sakura de uma pessoa pansexual com uma "mente aberta para diferentes estruturas familiares, diferentes tipos de amor e diferentes perspectivas da sociedade", acrescentando que se Syaoran fosse uma menina e a diferença de idade fosse mesmo assim, ela teria se apaixonado por Syaoran do mesmo jeito. Na mesma entrevista ela disse que Sakura ama Tomoyo, mas não da mesma forma que ela se sente por Syaoran. Em novembro de 2016, Ohkawa acrescentou que Sakura é alguém que acredita que "aqueles ao seu redor estarão lá para pegá-la".

### Habilidades
O Livro Clow é um livro contendo uma coleção de cartas mágicas misteriosas e poderosas intituladas "Cartas Clow", originalmente propriedade de Clow Reed. Ele eventualmente se torna o Livro Sakura. A arma principal de Sakura, The Sealing Staff, concede a ela acesso a todas as suas habilidades. É capaz de selar espíritos fantasmagóricos em cartas mágicas especiais, que ela pode usar novamente à vontade. O Cajado também serve como um canal para suas habilidades, mudando de forma conforme necessário, dependendo da habilidade. Quando não está em uso, o cajado é um pequeno pingente que ela usa em volta do pescoço. Apesar de sua variedade e força massiva, Sakura ainda tem controle limitado sobre as Cartas Sakura/Clear e não pode usá-las em toda a sua extensão; usar as cartas mais fortes pode exauri-la rapidamente e muitas vezes são muito perigosos para ela controlar com segurança. Além disso, sem suas cartas, ou mesmo seu cajado, Sakura carece de habilidades físicas ou mágicas, não possuindo nem mesmo técnicas básicas de autodefesa.

### Cartas Clow
Sakura tem uma quantidade diferente de cartas utilizáveis, dependendo do material de origem: 19 no mangá original, 53 na série expandida de anime e filme. No entanto, todas as cartas se encaixam de alguma forma nas Seis Cartas Principais, que concedem a Sakura suas respectivas habilidades. No segundo filme, também existem três cartas especiais; The Nothing (mais forte do que todas as outras cartas combinadas), The Nameless Card (uma personificação do amor romântico) e The Hope (contador completo de The Nothing).
As Clear Cards são novas cartas que começaram a aparecer depois que as Sakura Cards ficaram em branco e claras. Foi revelado, no capítulo 23, que novas cartas foram criadas pela própria Sakura sem perceber, devido ao crescimento de seus poderes mágicos. Ao contrário das cartas Clow ou Sakura, elas não começam com "The" antes do nome da carta. Além disso, as Clear Cards têm dois kanji em seu nome chinês/japonês, ao contrário de um nas cartas Clow e Sakura (com exceção de The Hope, que também tem dois kanji).
- The Fiery: Concede a Sakura a habilidade de usar piromancia, além de dar a ela habilidades ligadas ao poder físico. As cartas sob o Fiery são: A Flecha (Permite o domínio do arco e flecha e conjura um arco), A Luta (Experiência marcial), O Poder (Aumento da força física), O Tiro (Ataque de projétil com mira automática, sem fim até que seja comandado de outra forma), A Espada (domínio da lâmina e conjura uma espada de esgrima), The Through (Passagem através de objetos sólidos), The Thunder (Controle sobre o raio) e The Twin (Duplicar qualquer alvo).
- The Watery: Concede a Sakura a habilidade de usar água para retardar e atacar seus inimigos, bem como algum controle sobre o fenômeno climático. As cartas sob o Watery são: The Wave (versão mais fraca do Watery), The Rain (Cria chuva), The Bubbles (Cria bolhas de sabão), The Cloud (Cria nuvens no céu), The Mist (Cobrindo neblina e névoa ácida), The Freeze (Cryomancy), The Snow (Cria neve), The Wood (Controle de árvores, videiras e galhos, crescimento espontâneo).
- The Earthy: Concede a Sakura a habilidade de manipular pedra e terra como ela deseja. As cartas sob o Earthy são: The Flower (Cria qualquer flor ou desabrochar em uma quantidade infinita), The Libra (espírito que diz a verdade), The Lock (Fecha qualquer porta, sala ou área, defesa psicocinética), The Loop (Bend time/ espaço para criar um loop infinito), O Labirinto (Gerar um labirinto que deve ser navegado para escapar, pode ser destruído), O Espelho (Copie e torne-se indivíduos refletidos, reflita habilidades), A Areia (Manipule a areia), O Escudo (Perto -defesa perfeita contra qualquer ataque ou habilidade, pode ser contornada/quebrada).
- The Windy: Concede a Sakura a habilidade de controlar correntes de vento e criar ligações. As cartas sob The Windy são: The Dash (velocidade sobrenatural), The Float (capacidade de pairar/flutuar no ar), The Fly (voo indefinido), The Jump (habilidades de salto aprimoradas), The Move (teletransporte de pequenos objetos), The Song (Copia e pode cantar qualquer música), The Storm (Invoca tempestades e tornados), The Voice (Roube vozes).
- The Light: Concede a Sakura a habilidade de controlar a luz e forçar o sol a nascer. Uma das cartas mais fortes do baralho (sua contraparte é The Dark). As cartas sob a Luz são: O Grande (Aumento maciço de tamanho), O Criar (Conjura um livro que pode escrever qualquer coisa), O Brilho (Cria esferas brilhantes), O Pequeno (Encolhe algo, reduz habilidades mágicas), O Retorno ( Viajar para o passado, não pode interagir com o passado), A Sombra (Controlar as sombras), O Doce (Transformar objetos em doces/doces).
- The Dark: Concede a Sakura a habilidade de controlar a escuridão, bem como anular a magia dos oponentes. Uma das cartas mais fortes do baralho (sua contraparte é a luz). As cartas sob a escuridão são: A Mudança (Trocar corpos/mentes uma vez por dia), o Sonho (Criar sonhos/profecias), Apagar (Remover algo da existência), A Ilusão (Criar uma ilusão de qualquer perspectiva), O Silencioso ( Sufoque todo o som, controle cinético limitado sobre fontes geradoras de ruído), O Sono (Coloque qualquer um ou um grupo de pessoas para dormir), O Tempo (Controle livremente a passagem do tempo).

## Aparições

### EmCardcaptor Sakura
Sakura Kinomoto é apresentada como uma menina de nove anos que mora na cidade de Tomoeda, no Japão, onde frequenta a Escola Primária de Tomoeda. Durante o enredo Clow Card Arc e Sakura Card Arc, ela envelhece canonicamente para ter doze anos no final da série, nas versões de anime e mangá. No enredo do Clear Card Arc, ela canonicamente chega aos quatorze anos enquanto estudava na Tomoeda Junior High School. Sakura é uma jovem enérgica e alegre. Sakura tem cabelos castanhos curtos, pele clara e olhos verdes esmeralda. Como descendente do feiticeiro Clow Reed, Sakura herdou poderes mágicos e passa a série em busca das Clow Cards (クロウカード, Kurō Kādo)  que perdeu acidentalmente. Yukito é a primeira paixão de Sakura. Ele é sete anos mais velho que ela, mas isso nunca a incomoda. Por ele ser o melhor amigo de seu irmão, ela tenta fazer com que ele vá até sua casa e vai para a escola com seu irmão para ver Yukito todas as manhãs. Embora com o coração partido, ela aprende a aceitar que ele ama seu irmão e mantém uma profunda amizade com Yukito. Uma das características mais notáveis de Sakura é seu "feitiço invencível", "Everything will be alright" (絶対大丈夫だよ, "Zettai daijōbu dayo") , que a levou a inúmeras provações e obstáculos enquanto ela dominava suas habilidades mágicas.
As roupas de Sakura chegam às centenas, que mudam com frequência ao longo da série. Ao contrário de outras garotas mágicas de anime, cujos trajes aparentemente se formam a partir de energia mágica, as roupas de batalha de Sakura são costuradas à mão por sua amiga e prima Tomoyo. Sua roupa icônica mais usada no dia a dia é o uniforme escolar, que muda dependendo da estação. Seu uniforme escolar de inverno é uma camisa preta de mangas compridas com punhos vermelhos e brancos, um lenço branco com uma listra vermelha e uma minissaia plissada branca com uma anágua branca com babados na altura do joelho. Em dias particularmente frios, ela usa um casaco preto grosso com a insígnia da escola nas costas. Seu uniforme de verão é uma camisa branca de mangas curtas com um lenço vermelho no pescoço e uma minissaia pregueada preta. Durante todo o ano, sapatos Mary Jane pretos são usados junto com meias brancas e um chapéu de marinheiro branco com debrum preto. Sua roupa comum em casa tem dois elásticos duplos transparentes vermelhos às vezes verdes (episódio 26 da série original) com contas para manter o cabelo espetado nas laterais.
Após o Julgamento Final, uma visão do espírito de Clow Reed diz a ela que sua magia não é extraída do sol nem da lua, mas de sua própria estrela, que pode começar pequena, mas está sempre brilhando com sua própria luz brilhante. . No entanto, como a magia de Clow Reed, a de Sakura é um equilíbrio entre a magia do sol e da lua. Eriol deu metade de seus poderes para o pai de Sakura, a outra metade para a encarnação de Clow. Isso fez de Sakura a maga mais poderosa do mundo, superando até mesmo seu predecessor Clow Reed.

### EmCardcaptor Sakura: Clear Card

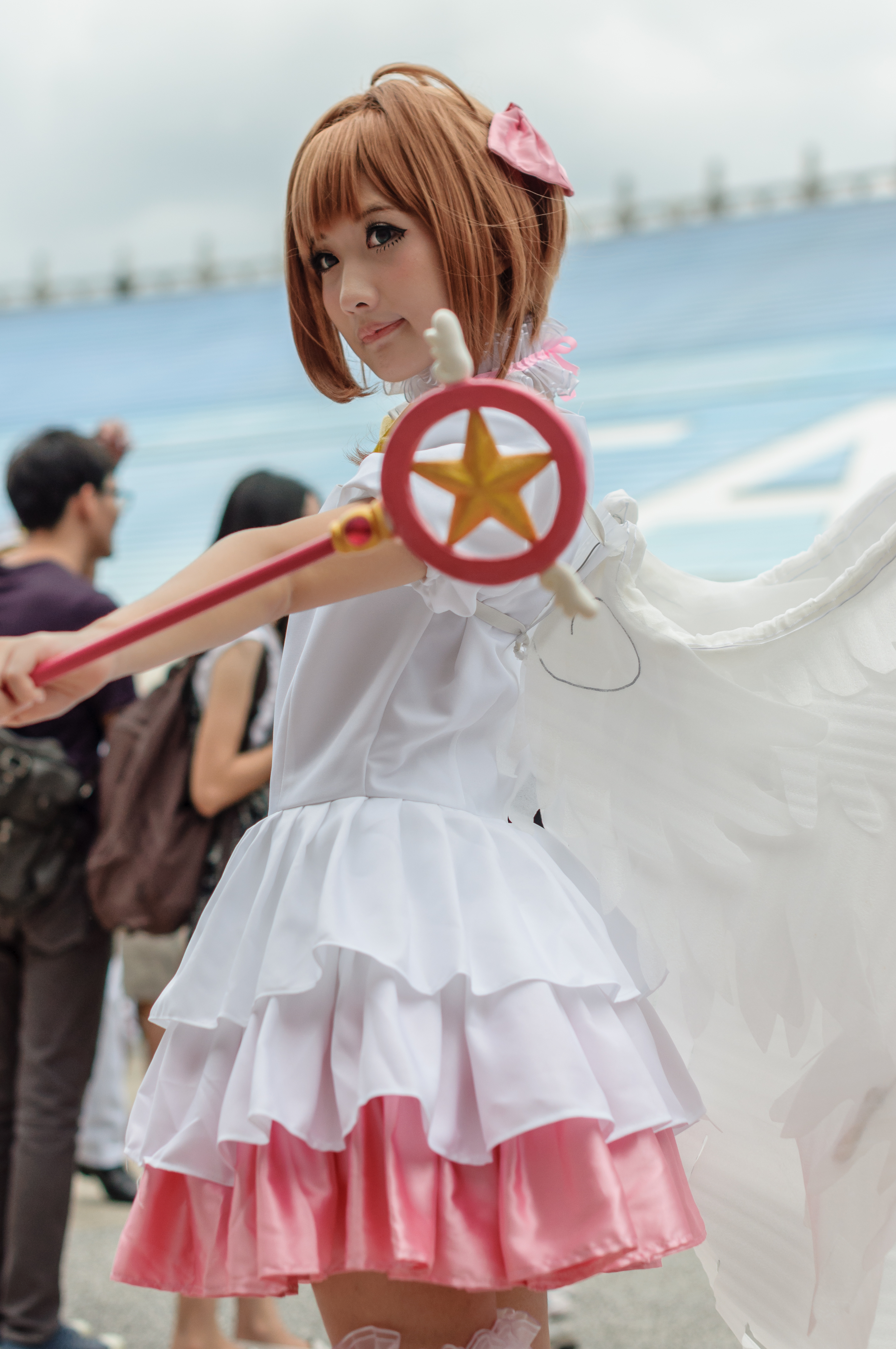
Uma cosplayer de Sakura Kinomoto.

No arco Clear Card em andamento, seus poderes mágicos inatos se desenvolveram ainda mais e aumentaram drasticamente a ponto de ela poder efetivamente criar cartas inteiramente novas subconscientemente que incorporam suas várias magias. É um meio de "não conseguir controlar seus poderes", segundo Eriol. Como tal, ela tem a habilidade muito poderosa e rara de ver livremente o passado, mesmo com o cartão "Record" ou sem seu conhecimento.

### Aparições em outras mídias
Em Cardcaptor Sakura: The Movie, Sakura ganha uma viagem para Hong Kong, onde conhece a família de Syaoran e encontra o espírito de uma mulher com raiva de Clow Reed que por engano chama Sakura até ela por ela ser a detentora das Cartas Clow. Em Cardcaptor Sakura Movie 2: The Sealed Card, ela descobre que existe uma quinquagésima terceira carta Clow, The Nothing, que atua como um equilíbrio para a magia positiva das outras.
Sakura é uma personagem jogável em oito dos videogames Cardcaptor Sakura, e seu design de personagem é apresentado na versão da série de Tetris. O design do personagem de Sakura Kinomoto é reutilizado na série Clamp Tsubasa: Reservoir Chronicle, que apresenta uma história de mundo alternativo que também usa personagens de muitas das séries anteriores do grupo. Em Tsubasa, o design é usado para vários personagens chamados Sakura, incluindo o personagem central chamado Princesa Sakura (Sakura-hime) . Sakura também desempenha um papel importante durante o último arco de Tsubasa: Reservoir Chronicle, em um sonho para uma princesa Sakura reencarnada. Durante esta visão, Sakura dá a seu eu alternativo a Star Wand e garante a ela que "tudo ficará bem" (sugerindo o final do Arco Clear Card). A varinha é vista mais tarde na loja de Yuuko Ichihara.
Sakura também apareceu no OVA Tsubasa Tokyo Revelations como um espírito ou visão que a princesa Sakura vê, que a guia de volta para onde ela veio, o Tocho (prédio do governo) quando ela se perde. Ela desaparece quando a princesa Sakura vê o prédio.
No curta-metragem de anime Shiritsu Horitsuba Gakuen Bangai-hen: Tenkōsei ni Dokkidoki Sakura aparece como uma estudante da escola titular do anime e a prima mais nova da Sakura, Tsubasa.

## Recepção
Em 1999 e 2000, Sakura ganhou o Animage Grand Prix de "Melhor Personagem Feminina". Em 2001, Sakura Kinomoto ganhou o prêmio "Cutest Anime Girl of the Year" do All Anime World. Em uma enquete da Newtype de agosto de 2001, Sakura foi eleita a quarta personagem feminina de anime mais popular, e em uma enquete de março de 2010, ela foi eleita a quarta "personagem feminina de anime mais popular" da década de 1990. Ela também ganhou o Torneio Anime Saimoe 2002, um concurso de popularidade online para o "Personagem de Anime Mais Moe do Ano".
Em 1º de abril de 2016, como parte de seu 20º aniversário, oito lojas nacionais × Animate Cafe com o tema "Card Captor Sakura" foram inauguradas.
A Mori Art Center Gallery, localizada em Tóquio, Japão, apresentou a Cardcaptor Sakura Exhibition -The Enchanted Art Museum- galeria dedicada a Sakura e sua história. A exposição, inaugurada em outubro de 2018, é o maior encontro de arte de Cardcaptor Sakura já reunido. A exposição tem uma seção inteira montada como "Sala de Costura de Tomoyo", com várias réplicas reais da moda de Sakura. Simultaneamente à exposição está o adjacente Sakura Cafe & Parlour, um restaurante Cardcaptor Sakura e uma loja de presentes.
O editor do Clamp, Kiichiro Sugawara, comentou que quando Tsubasa: Reservoir Chronicle começou, a maioria de seus colegas continuou mencionando que a série era interessante por ter uma versão alternativa de Sakura Kinomoto, pois ele descobriu que o Syaoran Li original não era popular dentro do Cardcaptor Sakura. Como resultado, Sugawara queria que Syaoran também se tornasse popular entre os leitores da série.